# Фомин, Василий Васильевич
Василий Васильевич Фомин (1884—1938) — участник российского революционного движения, советский государственный деятель.

## Биография
Родился в русской семье рабочего. Учился 3 года в сельской школе, которую окончил. С 1897 работал приказчиком.
Участник Революции 1905—1907 в Москве и Астрахани. Член РСДРП с 1910. В 1911 член Оренбургского комитета РСДРП. Подвергался арестам и ссылке. В 1-ю мировую войну 1914—1918 мобилизован в армию. После Февральской революции 1917 член Минского совета, фронтового комитета Западного фронта, Минского и Северо-Западного областного комитетов РСДРП(б), редактор газеты «Звезда». Делегат 2-го Всероссийского съезда Советов, член ВЦИК, работал в Петроградском ВРК. С 1918 по 1920 член коллегии и начальник отделов ВЧК, комиссар центрального управления военных сообщений, Главного управления путей сообщения. С 1921 председатель Высшего совета по перевозкам, заместитель наркома путей сообщения, председатель центрального управления речных пароходств, член Президиума ВСНХ. С 1924 по 1925 член ЦКК РКП(б). С 1927 по 1931 и с 1935 в Наркомвнуторге СССР. С 1931 заместитель наркома водного транспорта. Делегат 13-го, 15-го, 16-го съездов партии.
На момент ареста управляющий Всесоюзной конторой «Союзтекстильшвейторг». Арестован 5 января 1938. Обвинялся в участии в контрреволюционной террористической организации. Осуждён ВКВС СССР и приговорён к расстрелу 1 сентября 1938, в тот же день приговор приведён в исполнение. Место расстрела — Бутово-Коммунарка. Реабилитирован посмертно 24 марта 1956 определением Военной коллегии Верховного суда СССР.

## Адрес
Москва, улица Серафимовича, дом 2 (Дом правительства), квартира 56.

## Публикации
- Фомин В. В. Съезд депутатов армий и тыла Западного фронта в апреле 1917, в сборнике: В борьбе за Октябрь в Белоруссии и на Западном фронте, Минск, 1957.